# Catherine Dulac
Catherine Dulac (Montpellier, Francia, 1963) es una bióloga francoestadounidente, profesora de biología molecular y celular en la Universidad de Harvard, e investigadora en el Instituto Médico Howard Hughes. 

## Biografía
Dulac creció en Montpellier, Francia, se graduó en la École Normale Supérieure de la rue d'Ulm, París, y obtuvo un Ph.D. en biología del desarrollo de la Universidad de París en 1991. Trabajó con Nicole Le Douarin en biología del desarrollo y realizó sus estudios de posdoctorado con Richard Axel en la Universidad de Columbia, donde identificó los primeros genes que codifican receptores de feromonas de mamíferos.
Dulac se unió a la facultad de Biología Celular y Molecular de Harvard en 1996, fue ascendida a profesora asociada en 2000 y profesora titular en 2001. Actualmente es investigadora en el Instituto Médico Howard Hughes y fue presidenta del Departamento de Molecular y Biología Celular hasta 2013. Imparte tres cursos de posgrado que incluyen Bases Moleculares del Comportamiento, Biología Molecular y Celular de los Sentidos y sus Desórdenes, y Biología Molecular y del Desarrollo.

## Premios y reconocimientos
- Premio Scolnick, en 2017.[4]
- Premio Breakthrough en Ciencias de la Vida, en 2020.[5][6]